# Lepidolejeunea cordifissa
Lepidolejeunea cordifissa là một loài Rêu trong họ Lejeuneaceae. Loài này được (Taylor) Reiner, Maria Elena mô tả khoa học đầu tiên năm 2006.